# Джонсонвілл (Південна Кароліна)
Джонсонвілл (англ. Johnsonville) — місто (англ. city) в США, в окрузі Флоренс штату Південна Кароліна. Населення — 1378 осіб (2020).

## Географія
Джонсонвілл розташований за координатами 33°48′48″ пн. ш. 79°26′40″ зх. д. / 33.81333° пн. ш. 79.44444° зх. д. (33.813408, -79.444562).  За даними Бюро перепису населення США в 2010 році місто мало площу 5,40 км², з яких 5,33 км² — суходіл та 0,07 км² — водойми.

## Демографія
Згідно з переписом 2010 року, у місті мешкало 1480 осіб у 561 домогосподарстві у складі 422 родин. Густота населення становила 274 особи/км².  Було 636 помешкань (118/км²).
Расовий склад населення:
| - 74,1 % — білих - 21,8 % — чорних або афроамериканців - 1,6 % — азіатів - 0,3 % — вихідців з тихоокеанських островів - 0,2 % — корінних американців |

До двох чи більше рас належало 1,4 %. Частка іспаномовних становила 2,6 % від усіх жителів.
За віковим діапазоном населення розподілялося таким чином: 26,4 % — особи молодші 18 років, 59,2 % — особи у віці 18—64 років, 14,4 % — особи у віці 65 років та старші. Медіана віку мешканця становила 37,8 року. На 100 осіб жіночої статі у місті припадало 90,7 чоловіків;  на 100 жінок у віці від 18 років та старших — 83,3 чоловіків також старших 18 років.
Середній дохід на одне домашнє господарство  становив 53 648 доларів США (медіана — 45 741), а середній дохід на одну сім'ю — 60 447 доларів (медіана — 48 659). За межею бідності перебувало 20,5 % осіб, у тому числі 31,0 % дітей у віці до 18 років та 10,1 % осіб у віці 65 років та старших.
Цивільне працевлаштоване населення становило 780 осіб. Основні галузі зайнятості: освіта, охорона здоров'я та соціальна допомога — 33,2 %, виробництво — 20,8 %, роздрібна торгівля — 10,8 %, фінанси, страхування та нерухомість — 5,6 %.